# Johann Ernst (Sachsen-Saalfeld)

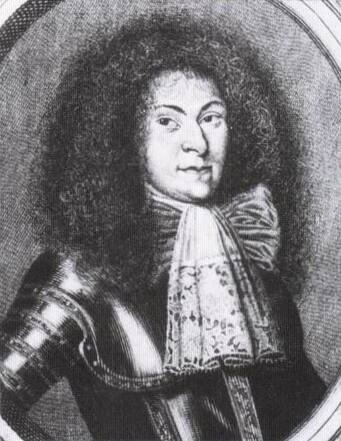
Herzog Johann Ernst von Sachsen-Saalfeld

Johann Ernst von Sachsen-Saalfeld (* 22. August 1658 in Gotha; † 17. Dezember 1729 in Saalfeld) war von 1680 bis 1729 Herzog von Sachsen-Saalfeld und Begründer des Hauses Sachsen-(Coburg-)Saalfeld.

## Leben
Johann Ernst war der jüngste Sohn des Herzogs Ernst I. von Sachsen-Gotha (1601–1675) und dessen Frau Elisabeth Sophia (1619–1680), Tochter des Herzogs Johann Philipp von Sachsen-Altenburg. Als jüngster Sohn war es ihm nicht möglich, auf eine Kavaliersreise geschickt zu werden. Von seinem Vater, dem die Primogenitur zuwider war, wurde er, wie alle seine Brüder, als künftiger Regent erzogen. Im Jahr 1677 nahm er an einem Feldzug gegen Frankreich in den Niederlanden teil.
Johann Ernst regierte nach dem Tod des Vaters 1675, wie in dessen Testament festgelegt, das Land Sachsen-Gotha-Altenburg gemeinsam mit seinen sechs älteren Brüdern. Diese verließen 1676 das Schloss Friedenstein in Gotha, wo sie gemeinsam den Haushalt geführt hatten, in diejenigen Orte, aus denen sie ihre Einkünfte bezogen. Nur Johann Ernst blieb bei seinem ältesten Bruder Friedrich in Gotha zurück, der für ihn die Vormundschaft innehatte.

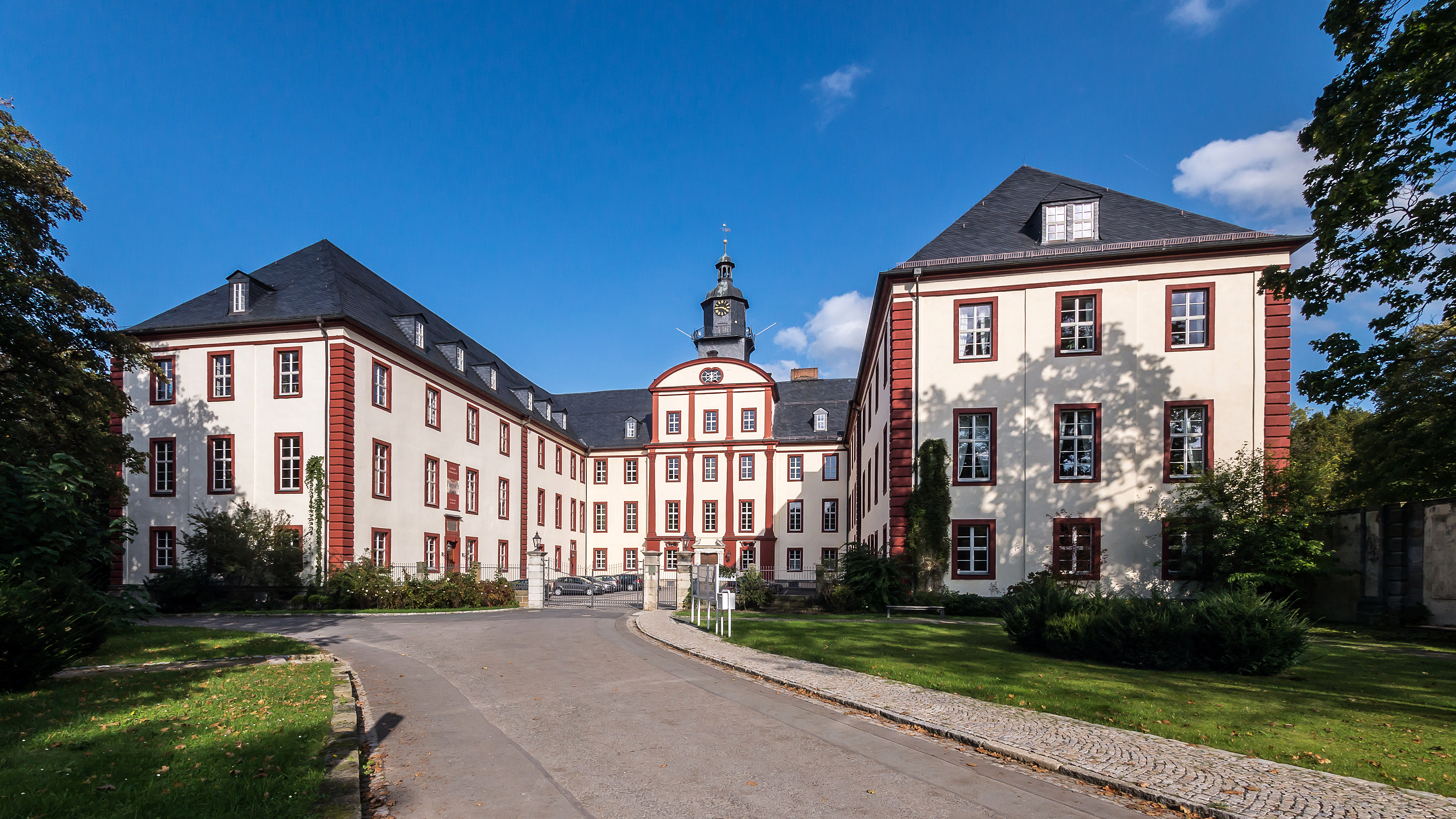
Schloss Saalfeld

Im Jahr 1680 kam es zur Landesteilung unter den Brüdern. Johann Ernst erhielt Stadt und Amt Saalfeld, die Städte Gräfenthal, Probstzella und Lehesten, später noch Pößneck, außerdem stand ihm eine von Friedrich zu zahlende jährliche Rente zu. Er residierte in Saalfeld als Herzog von Sachsen-Saalfeld, wo er das von seinem zuvor dort residierenden Bruder Albrecht anstelle eines Benediktinerklosters begonnene neue Schloss Saalfeld vollenden ließ, das er 1691 bezog. 
Als jüngster Sohn hatte er den kleinsten Anteil an Land und Leuten erhalten. Da er und sein Bruder Ernst sich bei dieser Teilung erheblich benachteiligt sahen (die Einkünfte des ältesten Bruders Friedrich überstiegen die von Johann Ernst um das Siebenfache), legten beide Protest ein. Der Bruderzwist hielt über Jahre an und steigerte sich noch, als die Brüder Albrecht von Sachsen-Coburg, Heinrich von Sachsen-Römhild und Christian von Sachsen-Eisenberg ohne Söhne und Erben starben. Der „Coburg-Eisenberg-Römhilder Erbstreit“ konnte endgültig erst 1735, sechs Jahre nach dem Tode von Johann Ernst, nach mehrfachem Schlichten und Einschreiten durch den Kaiser und den Reichshofrat beendet werden. Johann Ernst hatte sich vor allem gegen seinen älteren Bruder Bernhard durchzusetzen, der ebenfalls Anspruch auf Sachsen-Coburg erhob.
Der Herzog galt als weit weniger verschwenderisch als seine Brüder; er förderte den Bergbau und gründete eine Münzstätte.
Im Jahr 1719 bot ihm August der Starke an, während seiner und der Abwesenheit seines Sohnes Administrator von Kursachsen zu werden, was er allerdings ablehnte. Johann Ernst starb als Senior des ernestinischen Hauses.

## Ehe und Nachkommen
Johann Ernst war zweimal verheiratet. Seine erste Ehe schloss er am 18. Februar 1680 in Merseburg mit Sophie Hedwig (1660–1686), Tochter des Herzogs Christian I. von Sachsen-Merseburg, mit der er folgende Kinder hatte:
- Christiane Sophie (1681–1697)
- Christian Ernst (1683–1745), Herzog von Sachsen-Coburg-Saalfeld

⚭ 1724 Christiane Friederike von Koss (1686–1743)
- Charlotte Wilhelmine (1685–1767)

⚭ 1705 Graf Philipp Reinhard von Hanau (1664–1712)
In zweiter Ehe heiratete er am 2. Dezember 1690 in Maastricht Charlotte Johanna (1664–1699), Tochter des Grafen Josias von Waldeck-Wildungen. Sie gebar ihm folgende Kinder:
- Wilhelm Friedrich (1691–1720)
- Karl Ernst (1692–1720)
- Sophie Wilhelmine (1693–1727)

⚭ 1720 Fürst Friedrich Anton von Schwarzburg-Rudolstadt (1692–1744)
- Henriette Albertine (1694–1695)
- Luise Emilie (1695–1713)
- Franz Josias (1697–1764), Herzog von Sachsen-Coburg-Saalfeld

⚭ 1723 Anna Sophie von Schwarzburg-Rudolstadt (1700–1780)
- Henriette Albertine (1698–1728)